# Scorzoneroides
Scorzoneroides — рід рослин родини Айстрові (Asteraceae), поширених у Євразії й Африці. Рід містить приблизно 21 вид. Етимологія: scorzoneroides — схожі на рід Scorzonera (зміячка).

## Опис
Це переважно багаторічні трав'янисті рослини. Висота цих рослин коливається від кількох сантиметрів до приблизно півметра. Листя розташовується в базальній розетці; поверхня вкрита простими волосками або гола; розмір листя: ширина 1–2 см; довжина 5–20 см. Суцвіття — квіткові голови. Діаметр квіткової голови: 1–3.5 см. Квіти яскраво жовтого кольору і без темних смуг. Плід — сім'янка 4–10 мм, з сухим паппусом.

## Відтворення
Запліднення в основному відбувається через запилення квітів. Запилення відбувається через комах. Насіння поширюється вітром, а після падіння на землю розсіюються мурахами.

## Поширення
Рослини поширені в Європі, Азії та Африці з центром різноманітності у Середземномор'ї. Переважно середовищем існування цих рослин є некультивовані (як вологі, так і сухі), луки, кам'янисті ділянки, зсуви, але також для деяких видів, що зростають на великих висотах, альпійські та субальпійські пасовища й пустища.

## Систематика
Колись представники роду розглядалися як підрід Oporinia у складі роду Leontodon, надалі виділені в окремий рід.

## Види
Наведено за The Plant List:

- Scorzoneroides atlantica (Ball) J.Holub
- Scorzoneroides autumnalis (L.) Moench, 1794 — Любочки осінні
- Scorzoneroides cantabrica (Widder) J.Holub
- Scorzoneroides carpetana (Lange) Greuter
- Scorzoneroides cichoriacea (Ten.) Greuter
- Scorzoneroides duboisii (Sennen) Greuter
- Scorzoneroides garnironii (Emb. & Maire) Greuter & Talavera
- Scorzoneroides helvetica (Mérat) J.Holub
- Scorzoneroides hispidula (Delile) Greuter & Talavera
- Scorzoneroides keretina (F.Nyl.) Greuter
- Scorzoneroides kralikii (Pomel) Greuter & Talavera
- Scorzoneroides laciniata (Bertol.) Greuter
- Scorzoneroides microcephala J.Holub
- Scorzoneroides montana (Lam.) J.Holub
- Scorzoneroides montaniformis (Widder) Gutermann
- Scorzoneroides muelleri (Sch.Bip.) Greuter & Talavera
- Scorzoneroides nevadensis (Lange) Greuter
- Scorzoneroides oraria (Maire) Greuter & Talavera
- Scorzoneroides palisiae (Izuzq.) Greuter & Talavera
- Scorzoneroides pyrenaica (Gouan) J.Holub
- Scorzoneroides salzmannii (Sch.Bip.) Greuter & Talavera
- Scorzoneroides simplex (Viv.) Greuter & Talavera